# Colchicum soboliferum
Colchicum soboliferum är en tidlöseväxtart som först beskrevs av Carl Anton von Meyer, och fick sitt nu gällande namn av Stef. Colchicum soboliferum ingår i släktet tidlösor, och familjen tidlöseväxter. Inga underarter finns listade i Catalogue of Life.